# Alexander Murray (8e comte de Dunmore)
Pour les articles homonymes, voir Alexander Murray et Murray.
Alexander Edward Murray (22 avril 1871 - 29 janvier 1962) est un soldat et homme politique britannique. Il est 8e comte de Dunmore.

## Jeunesse et carrière militaire coloniale
Alexander Murray est né le 22 avril 1871, fils de Charles Murray (7e comte de Dunmore) et de Gertrude Coke, prenant immédiatement le titre de courtoisie de vicomte Fincastle. Ses grands-parents sont Alexander Murray (6e comte de Dunmore), Catherine Herbert, Thomas Coke (2e comte de Leicester) et Juliana Whitbread. Il fait ses études en privé et au Collège d'Eton avant de rejoindre l'armée. Le 30 mai 1892, Murray entre dans le 16e Lancers et est envoyé en Inde. Murray est aide de camp de Victor Bruce (9e comte d'Elgin), Gouverneur général des Indes de 1895 à 1897. En 1896, il accompagne l'expédition Dongola au Soudan et participe à la guerre mahdiste.
En 1897, âgé de 26 ans, alors qu'il est lieutenant dans le 16e Lancers, Murray retourne en Inde en tant que correspondant de guerre pour le Times. Le 17 août 1897 à Nawa Kili, Upper Swat, Inde britannique, le lieutenant Murray avec deux autres officiers (Robert Bellew Adams et Hector Lachlan Stewart MacLean) et cinq hommes des Guides, subit un feu nourri et rapproché, à la rescousse d'un lieutenant des fusiliers du Lancashire qui gisait, blessé par balle et entouré d'épéistes ennemis. Alors que l'officier blessé est mis à l'abri, il est tué par balle. L'un des officiers de l'équipe de sauvetage est mortellement blessé et quatre chevaux sont abattus.
Murray reçoit la Croix de Victoria pour ses actions, devenant ainsi le seul journaliste à être décoré.

## Carrière politique et militaire
Le récit de Murray de son service colonial est publié en 1898. En 1899, Murray est affecté en Afrique du Sud comme aide de camp du général Chermside. Il combat dans la seconde guerre des Boers et est présent au Siège de Kimberley. À la fin de 1901, il entre dans le bataillon de cavalerie de Fincastle (31e bataillon impérial Yeomanry) et est nommé commandant du bataillon avec le grade temporaire de lieutenant-colonel le 22 janvier 1902. Le bataillon compte 32 officiers et 603 hommes, recrutés principalement dans les Highlands. Ils quittent Édimbourg en avril 1902 pour embarquer le SS Galatea pour l'Afrique du Sud où ils arrivent le mois suivant. Pour son service en Afrique du Sud, il obtient une mention dans les dépêches. En 1906, Murray reçoit l'Ordre royal de Victoria pour les services rendus au prince de Galles, dans le cadre du mariage du roi Alphonse d'Espagne. Quand, en février 1907, le père de Murray meurt, il lui succède aux titres de famille, devenant le huitième comte, et démissionne de sa commission pour s'occuper des vastes domaines de la famille.
Il retourne au service actif en 1914 avec le déclenchement de la Première Guerre mondiale, servant comme officier d'état-major sur le front occidental. Il reçoit l'Ordre du service distingué pendant la bataille de la Somme, est mentionné dans des dépêches quatre fois et blessé deux fois. Entre les guerres, Murray occupe des fonctions politiques, servant de whip du gouvernement à la Chambre des lords ; d'abord, en tant que capitaine de l'honorable corps des messieurs d'armes en 1924; puis en tant que Lord-in-waiting de 1930 à 1936. Il occupe le rôle de cérémonie de lieutenant adjoint d'Inverness-shire.

## Vie privée
Le 5 janvier 1904, il épouse Lucinda Dorothea Kemble, fille du colonel Horace William Kemble. Ils ont trois enfants:
- Marjorie Hilda Murray (1904-2000)
- Edward David Murray, vicomte Fincastle (1908–1940). Tué au combat dans le nord de la France le 5 juin, alors qu'il est capitaine avec le 4e Queen's Own Cameron Highlanders, il est enterré au London Cemetery and Extension sur la Somme[3].
- Mary Elizabeth Murray (1913-2000), épouse le major Peter Oldfield en avril 1937[4]

Il meurt à Londres le 29 janvier 1962  et est incinéré au Golders Green Crematorium.